# Gunnar Torhamn
Josef Gunnar Torhamn (ursprungligen Olsson), född 21 december 1894 i Konungshamn, Torhamn, Blekinge, död 2 februari 1965 i Stockholm, var en svensk målare och skulptör.

## Biografi
Torhamn, som redan i barndomsåren visade konstnärliga anlag, studerade vid Kungliga Konsthögskolan 1918–1921 bland annat för Olle Hjortzberg och gjorde därefter studieresor till Frankrike, Italien och Nordafrika 1923–1928. Han tilldelades Konstakademiens kungliga medalj 1921 och 1924 samt ett större resestipendium 1925.  
Torhamn blev en uppmärksammad monumentalmålare, framför allt för kyrkliga dekorationer såsom fresker, altartavlor och krucifix i en traditionsbunden stil, bland annat i Högalidskyrkan i Stockholm där han utförde ett triumfkrucifix 1922–1923 med en Kristusbild, som väckte livliga diskussioner. När Högalidskyrkan återkom till Torhamn för att få det nybyggda dopkapellets väggar och valv dekorerade kände han det som en seger och genombrott som monumentalmålare. Han utförde även målningar i Jakobs kyrka i Stockholm.
I stafflimålningar har han skildrat den blekingska hemtraktens kustlandskap och sakrala motiv. Separat ställde han bland annat ut i Kalmar 1934 och Malmö 1944. Han medverkade i samlingsutställningar på Kulturhistoriska museet i Lund 1929 och Stockholmsutställningen 1930 samt utställningar med religiös nutidskonst i Eksjö 1948 och Vetlanda 1949. 
Torhamn var från 1923 gift med konstnären Ingegerd Sjöstrand och är far till grafikern Staffan Torhamn och författaren Urban Torhamn. Han var son till kustuppsyningsmannen Ander J. Olsson och Elina Andersson.

## Urval av monumentalarbeten
- Högalidskyrkan i Stockholm, triumfkrucifix 1922–23, målningar i dopkapell 1923
- Skandia-Teatern i Stockholm, figurin i salongens fjärrorgelbasun 1924
- Älvsbacka kyrka i Värmland, altartavla 1924
- Svenska Margaretakyrkan i Oslo, vägg- och takmålningar 1925
- Sankt Olovs kyrka, Skellefteå, altarskåp 1926
- Bollnäs kyrka, takmålningar i koret 1927-1928
- Folkets hus, Örebro, väggmålningar 1928
- Möljeryds kyrka i Ronneby, altartavla 1928
- Stockholms handelskammare, väggmålningar 1928
- Varmbadhuset, Örebro, väggmålningar 1928
- Estuna kyrka i Uppland, altartavla 1929
- Maria Magdalena kyrka i Stockholm, målningar i gravkapellet 1930
- Sandvikens kyrka, altartavla och predikstol 1931
- Lindesbergs kyrka i Västmanland, glasmålningar 1929–1932
- Höganäs kyrka i Skåne, altartavla 1932
- Lycksele kyrka i Lappland, takmålningar 1932
- Örebro konserthus, väggmålningar 1932
- Hammarö kyrka i Värmland, glasfönster 1934
- Karlskrona högre allmänna läroverk, väggmålningar 1935–1936
- Lösens kyrka i Blekinge, altarväggsmålning 1936
- Blidö kyrka i Uppland, altartavla, glasmålningar 1937
- Karlshamns krematorium, målningar och reliefer 1938
- Karlstads krematorium, målningar och reliefer 1938
- Luleå krematorium, målningar och reliefer 1938
- Sandvikens krematorium, målningar och reliefer 1938
- Vänersborgs krematorium, målningar och reliefer 1938
- Nissaströms kyrka, Enslöv, Halland, vägg- och takmålningar, predikstol 1940
- Sankta Katarina kapell med krematorium i Halmstad, målningar och reliefer 1941
- Växjö krematorium, målningar och reliefer 1941
- Silbodals kyrka i Värmland, altaruppsats 1943
- Ansgarskapellet på Björkö i Mälaren, målningar och lackreliefer 1943
- Oscarskyrkan i Stockholm, träskulpturer 1945
- Tåsjö kyrka i Ångermanland, 1945[förtydliga]
- Söderåkra kyrka i Småland, altaruppsats 1947
- Torhamns kyrka i Blekinge, altarväggsmålning 1947–50
- Hassela kyrka i Hälsingland altarväggsmålning, predikstol 1953
- Listerby kyrka i Blekinge, altarväggsmålning 1955
- Backens kyrka, Umeå landsförsamling, altarskåp 1955
- Flymens kyrka i Blekinge, fyra altarmålningar 1956
- Gideå kyrka i Ångermanland, glasmålningar 1958
- Kirsebergs kyrka i Malmö, glasmålningar 1958
- Härnösands domkyrka, takmålningar 1958
- Sankt Jacobs kyrka i Stockholm, glasmålningar 1958
- Skivarps kyrka i Skåne, glasmålningar 1958
- Hallstaviks kyrka, altartavla och takmålningar
- Sankt Nikolai församlingshem, Halmstad, altartavla
- Skogskapellet på Skogskyrkogården i Stockholm[förtydliga]
- Sölvesborgs rådhus, väggmålningar
- Veterinärhögskolan i Stockholm, väggintarsia
- Ysane i Blekinge, väggmålningar i Norje folkskola

- Torhamn är representerad vid bland annat Moderna museet[4] i Stockholm, Arkiv för dekorativ konst i Lund, Kalmar konstmuseum[5] och Kalmar läns museum.[6]

## Galleri

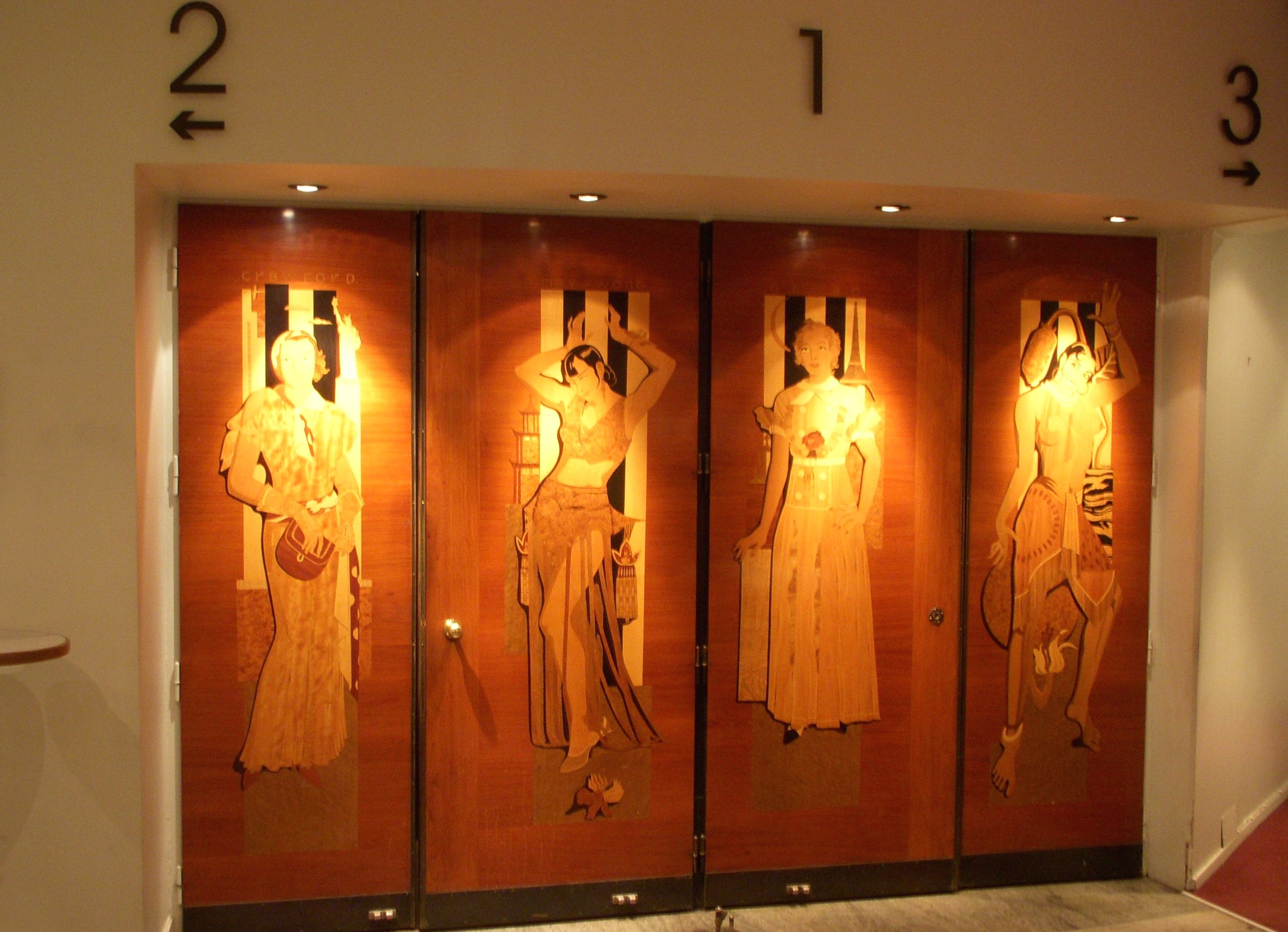
Intarsiaarbete för biografen Grand i Stockholm 1933. Där symboliserade Gunnar Torhamn fyra världsdelar genom avbildningar av kända filmskådespelare: (från vänster) Joan Crawford för Amerika, Anna May Wong för Asien, Greta Garbo för Europa och en lättklädd Josephine Baker representerade Afrika.
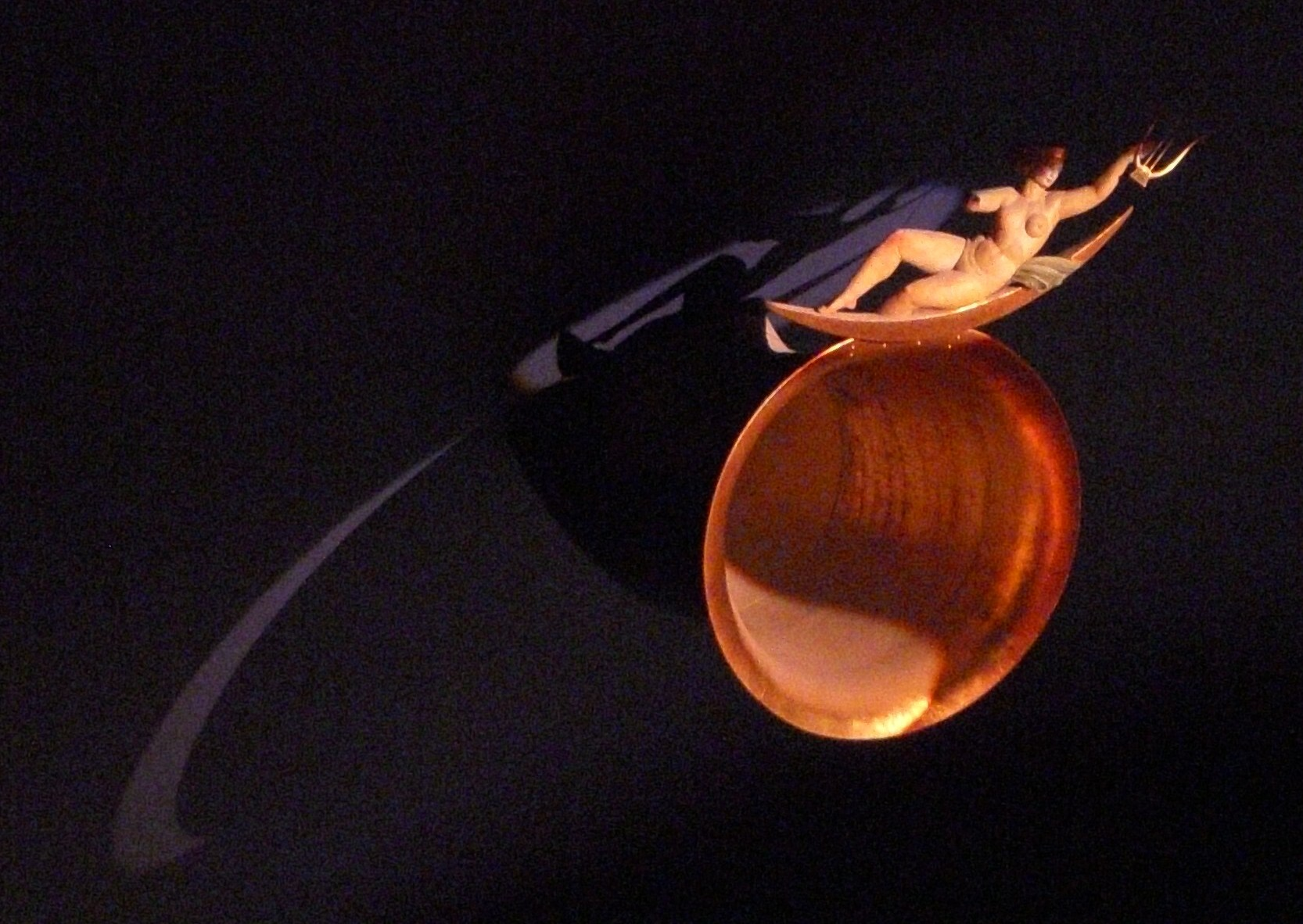
Skandia-Teatern i Stockholm, figurin i salongens fjärrorgelbasun, 1924.
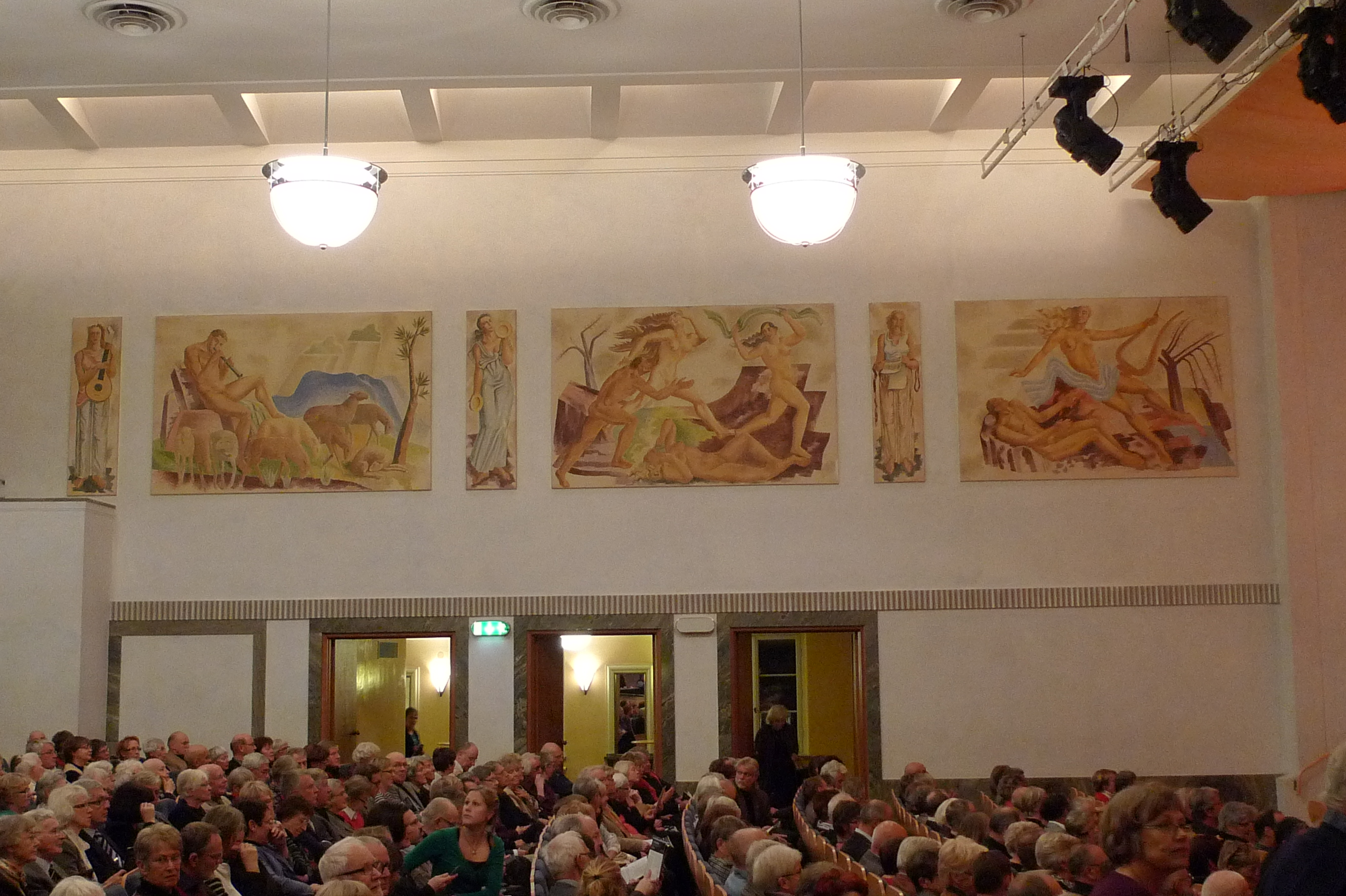
Örebro konserthus, fresker med motiv som för tanken till klassiskt-antika skönhetsideal.
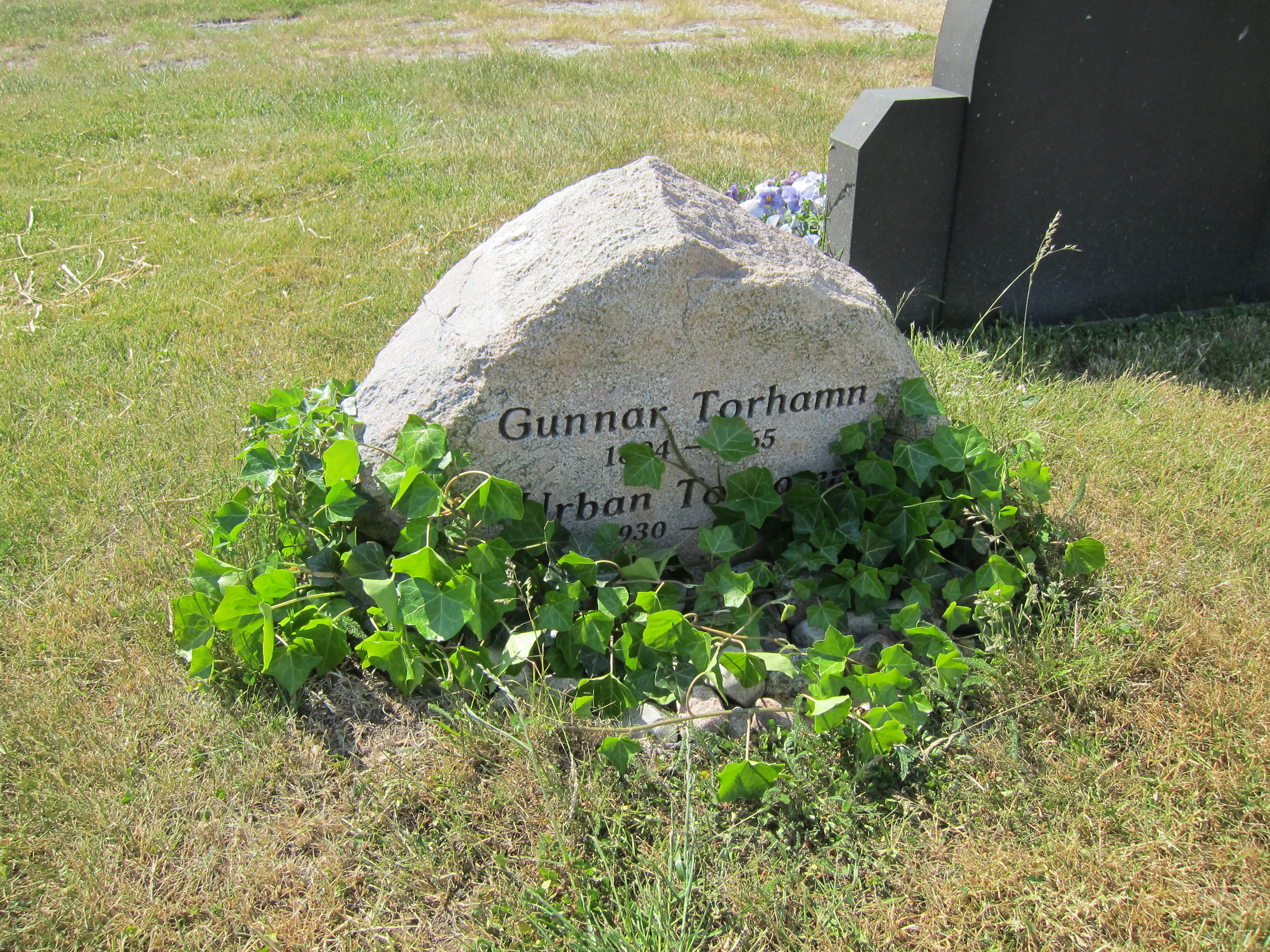
Minnessten för Gunnar Torhamn placerad på Torhamns kyrkas kyrkogård.
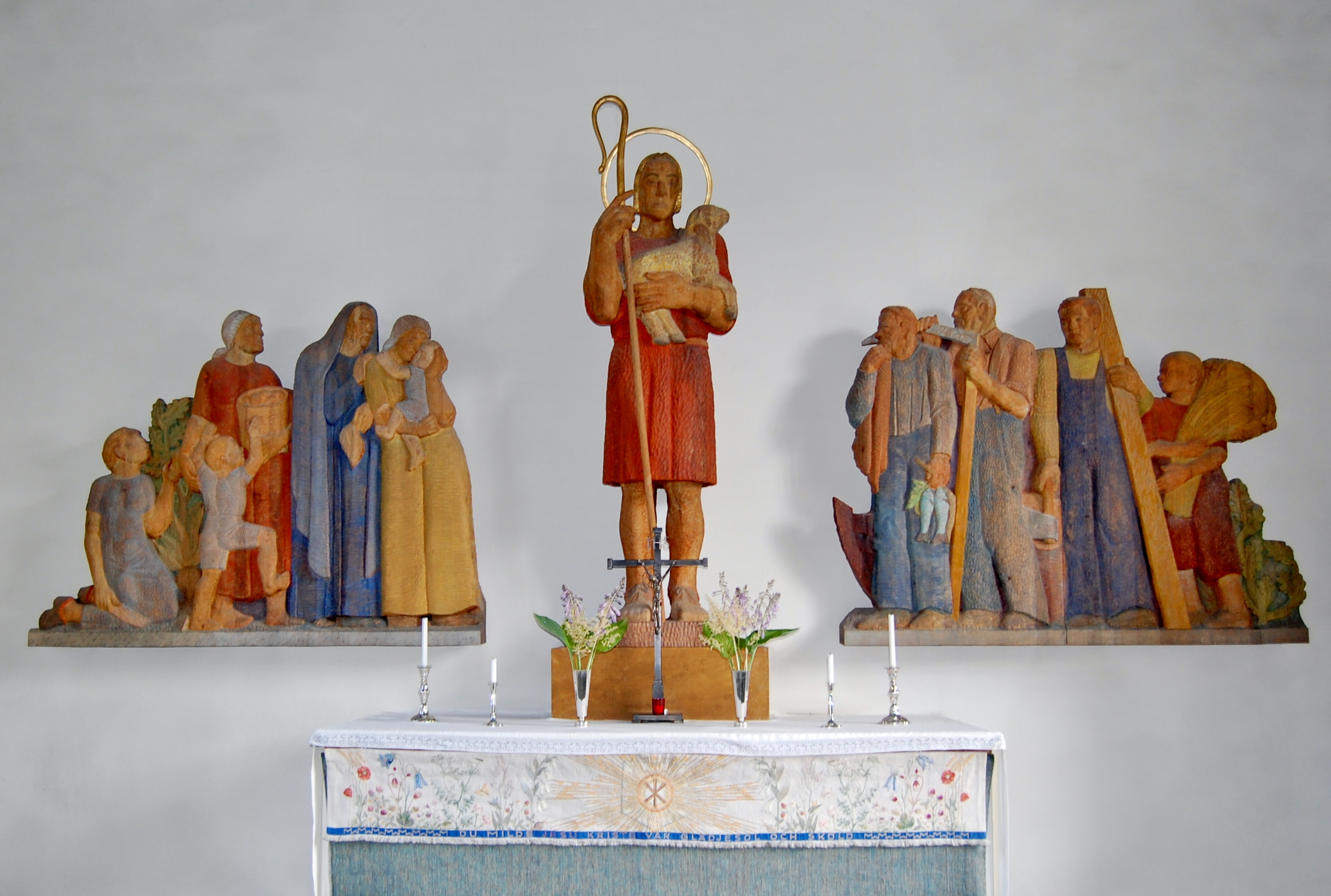
Skulptursvit i Söderåkra kyrka:Den gode herden,utförd 1947.
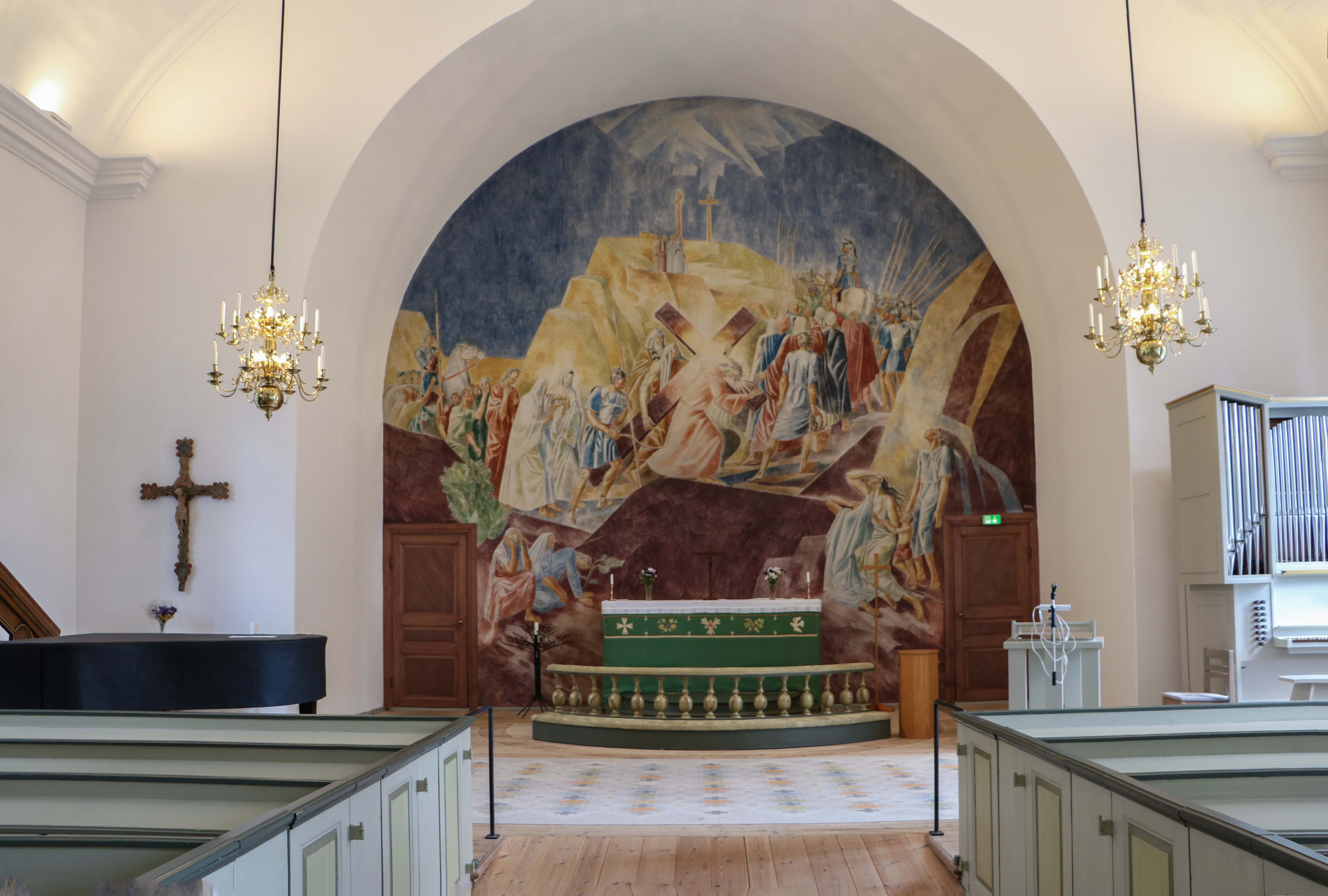
Korvägg Kristus bär korset,Lösens kyrka.
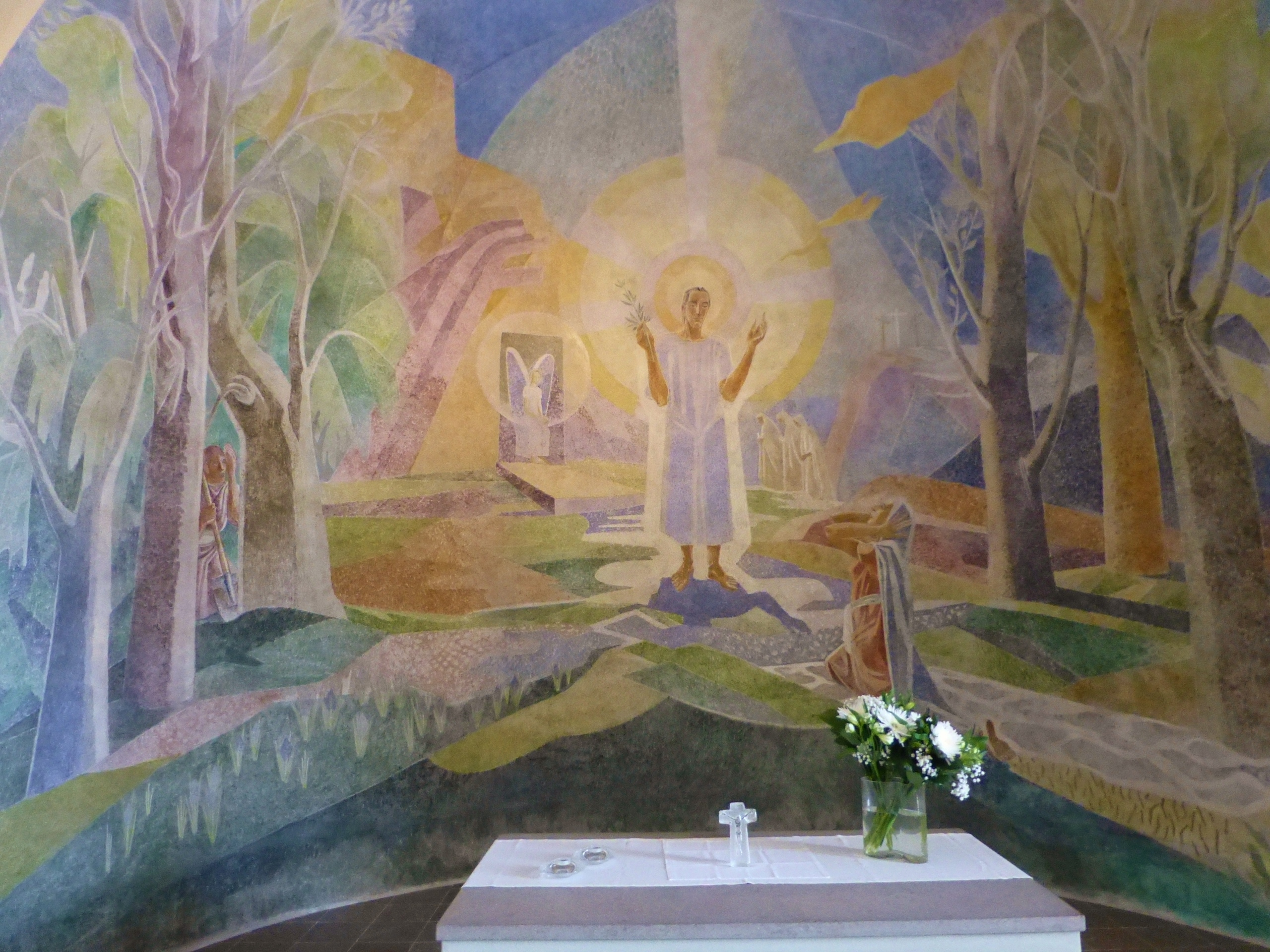
Absidmålning Kristi uppståndelse,Listerby kyrka.